# Naturschutzgebiet Südholz
Das Naturschutzgebiet Südholz liegt im Nordwesten des Kerngebietes der Stadt Gevelsberg, die den Ennepe-Ruhr-Kreis angehört. Der südlichste Punkt berührt die Autobahn A1, während die nördliche Grenze durch den Bach Isebecke gebildet wird, der in einem Quellsumpfgebiet am Nordwest-Rand des Naturschutzgebietes entspringt. Die Isebecke fließt nach Nordosten und mündet in den Krabbenheider Bach, dessen Bachtal südwestlich der A1 ebenfalls unter Naturschutz steht.

## Gebietsbeschreibung
Die etwa 16 ha große Waldfläche steht seit 2001 rechtskräftig unter Naturschutz.
Der größte Teil des Mischwaldkomplexes besteht aus ilexreichem Hainsimsen-Buchenwald, einem wertvollen, zu fördernden Fauna-Flora-Lebensraum. Der Starkholzanteil ist hoch und Totholz mit Baumhöhlen ist ebenfalls zahlreich vertreten.
Im gesamten Waldgebiet ist von einer Vielzahl von sumpfigen, anmoorigen Quellaustritten durchsetzt, an die sich kleine naturnahe Bachläufe anschließen. An den Waldrändern liegen einige stehende Kleingewässer, die ebenso wie natürlich entstandene Bachstaus als Amphibienlaichplätze fungieren. Im Norden sind kleinflächige Feucht- und Nasswiesen sowie Röhrichte vorhanden, in dem der Bach Isebecke seinen Ursprung hat. Er windet sich naturnah nach Osten und wird kleinflächig von Erlenauwald begleitet. Durch den naturnahen Bachlauf und die im Gebiet vorhandenen Biotope Auenwald, Feucht- und Nasswiesen sowie Röhrichte bildet das Gebiet einen wertvollen Biotopkomplex.
Zielsetzung der Naturschutzausweisung ist es, den hervorragend ausgebildeter Biotopkomplex zu erhalten, zu fördern und als Trittsteinbiotop des regionalen Biotopverbundes zur Wirkung kommen zu lassen.
Im Naturschutzgebiet Südholz sind eine große Artenanzahl Wald- und Feuchtbiotope bewohnende Tierarten heimisch, die nur auszugsweise hier angegeben werden: Baummarder (Martes martes), Waldkauz (Strix aluco), Gebänderter Feuersalamander (Salamandra salamandra terrestris), Grasfrosch (Rana temporaria), Bergmolch (Triturus alpestris), Fadenmolch (Triturus helveticus), Geburtshelferkröte (Alytes obstetricans). Bei den Pflanzenarten sei angemerkt, das neben der der umfassenden Waldflora auch die Feuchtgebietsflora vertreten ist: Breitblättriger Rohrkolben (Typha latifolia), Sparriges Torfmoos (Sphagnum squarrosum), Sumpf-Veilchen (Viola palustris) und Sumpf-Dotterblume (Caltha palustris).

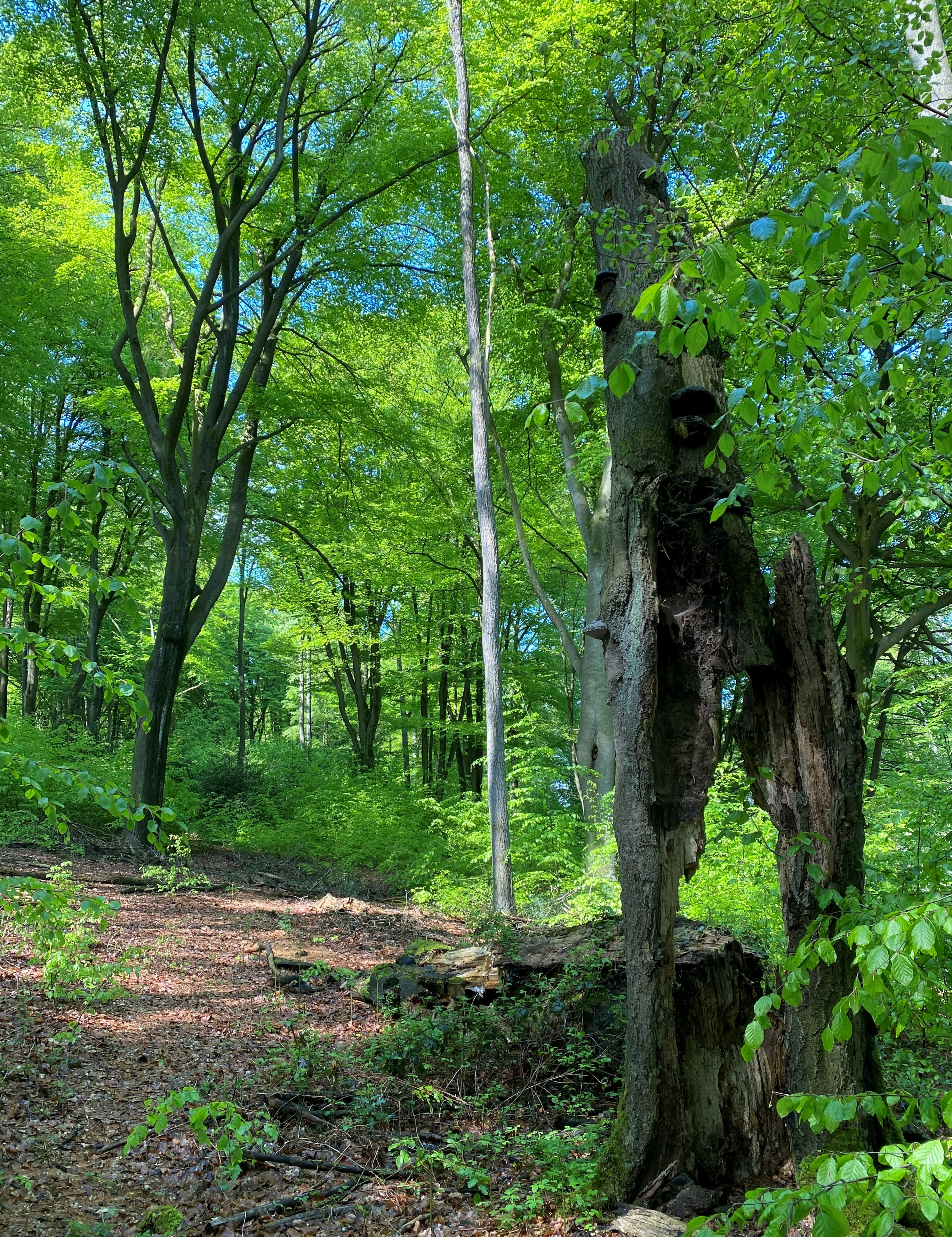
Beeindruckende Totholzformationen
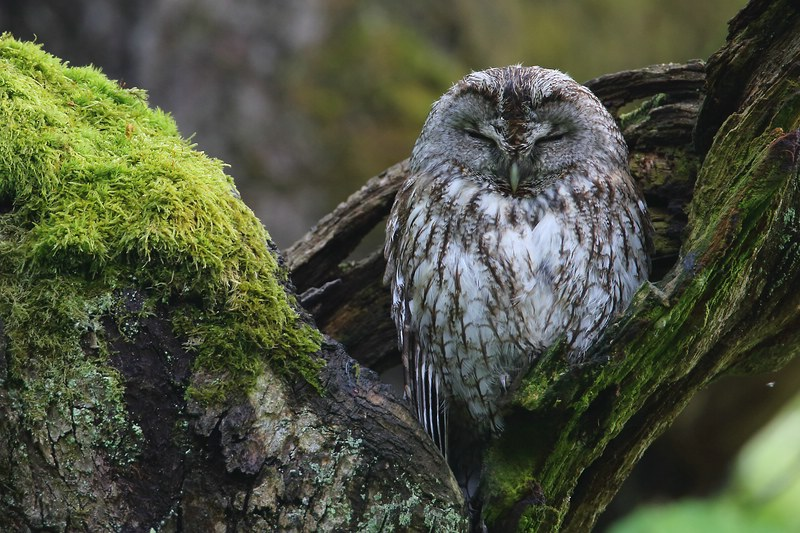
Waldkauz (Strix aluco)
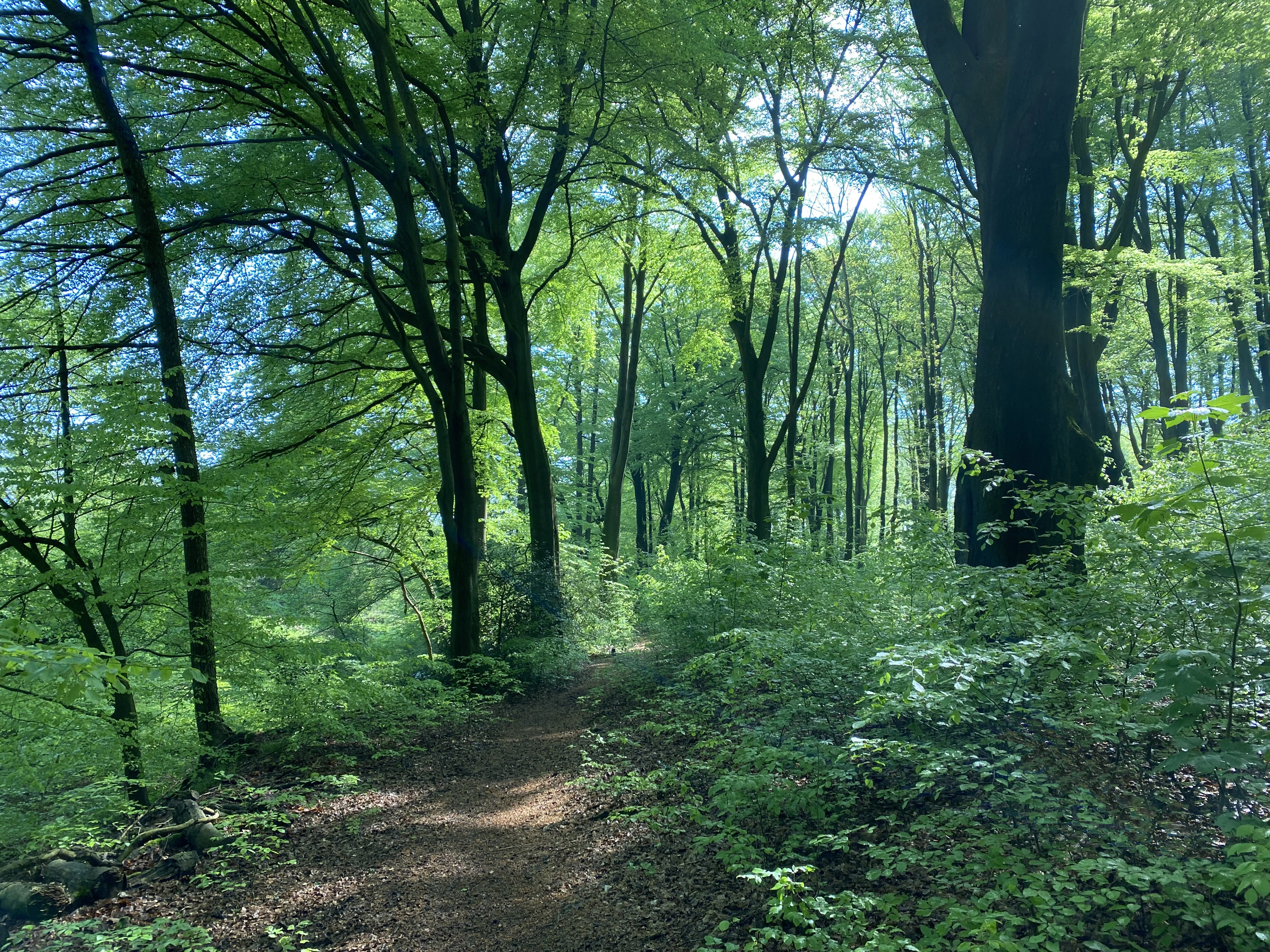
Buchwald mit Unterholz
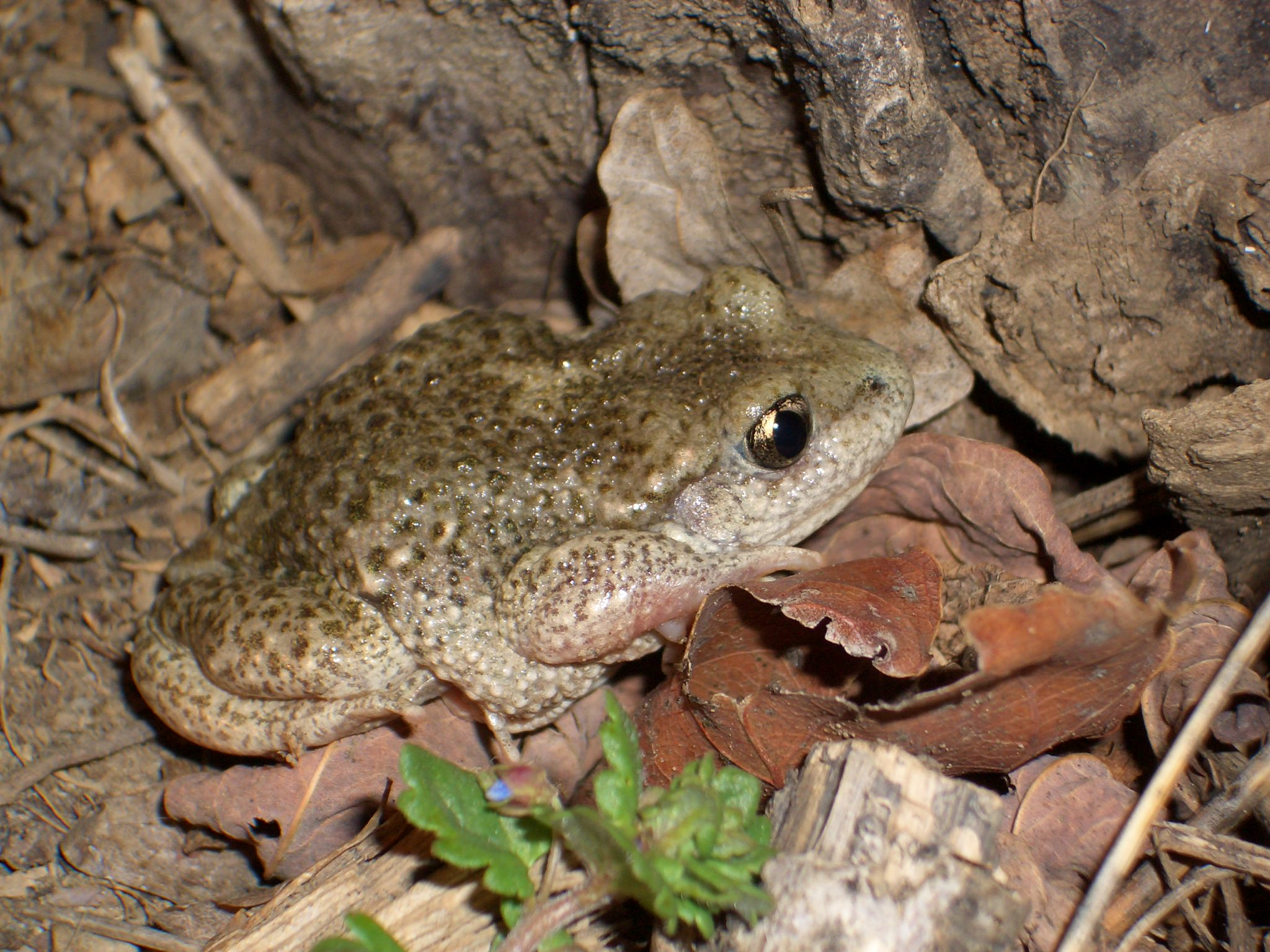
Geburtshelferkröte (Alytes obstetricans)
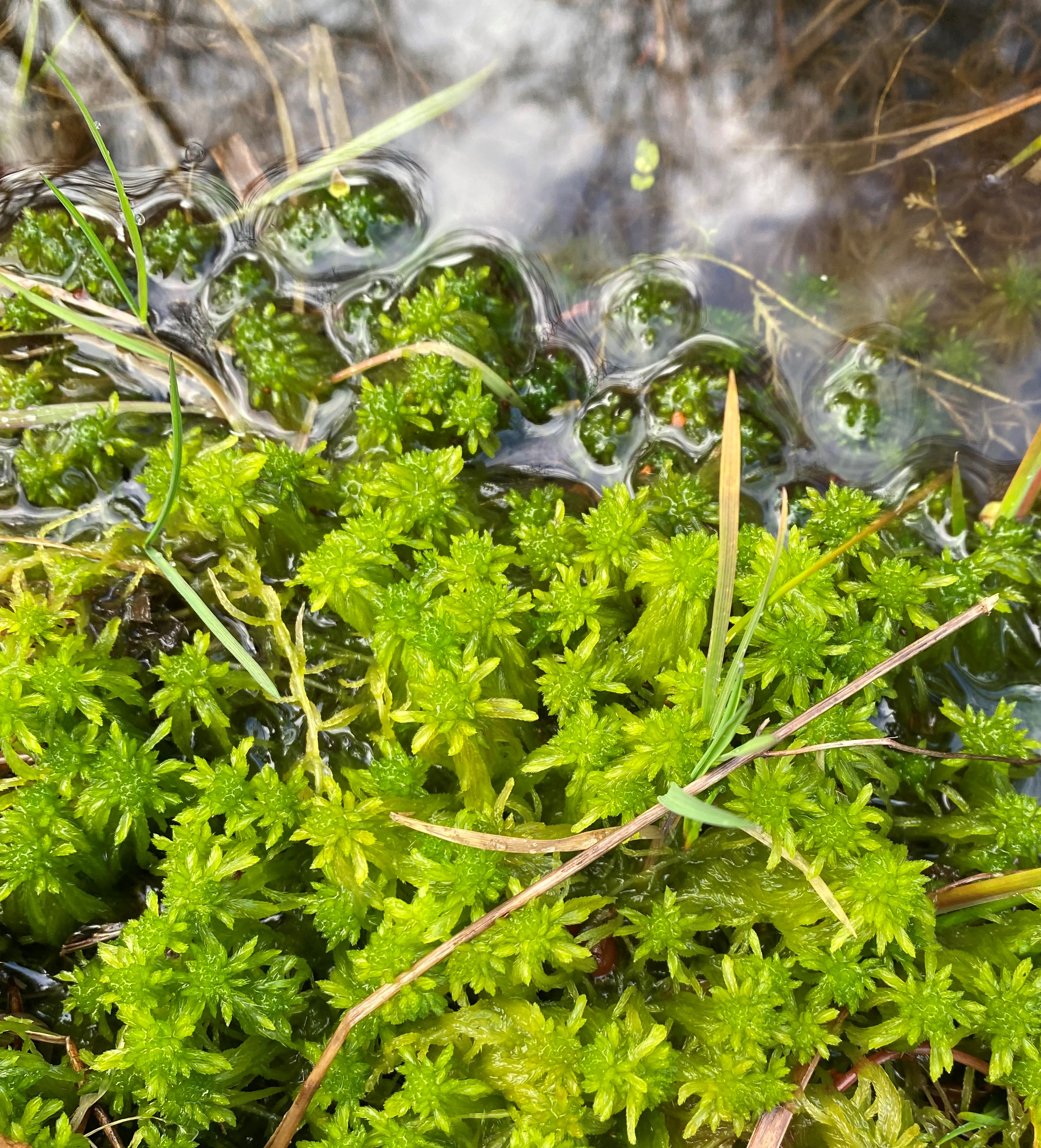
Torfmoos (Sphagnum spec.)
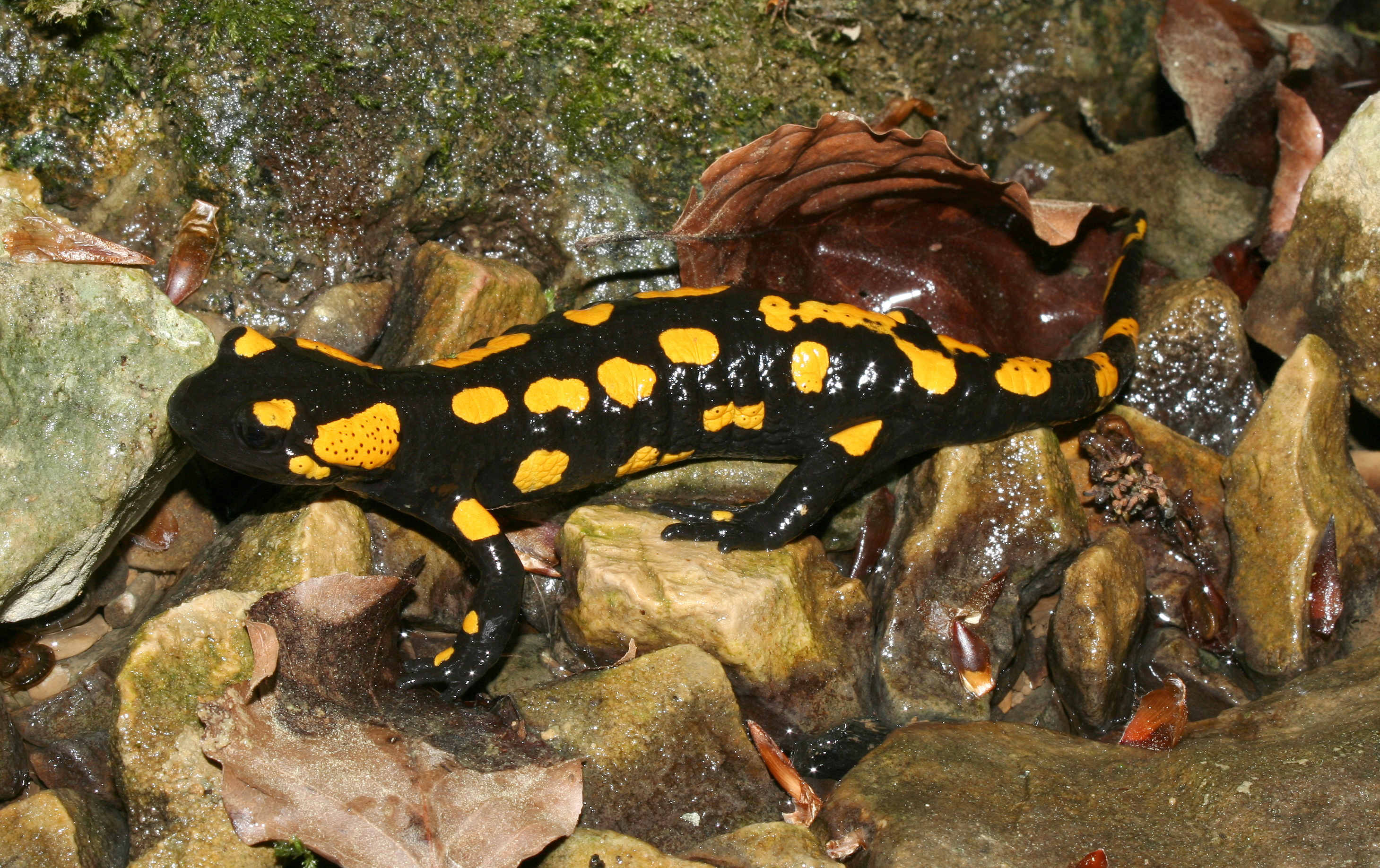
Feuersalamander (Salamandra salamandra)
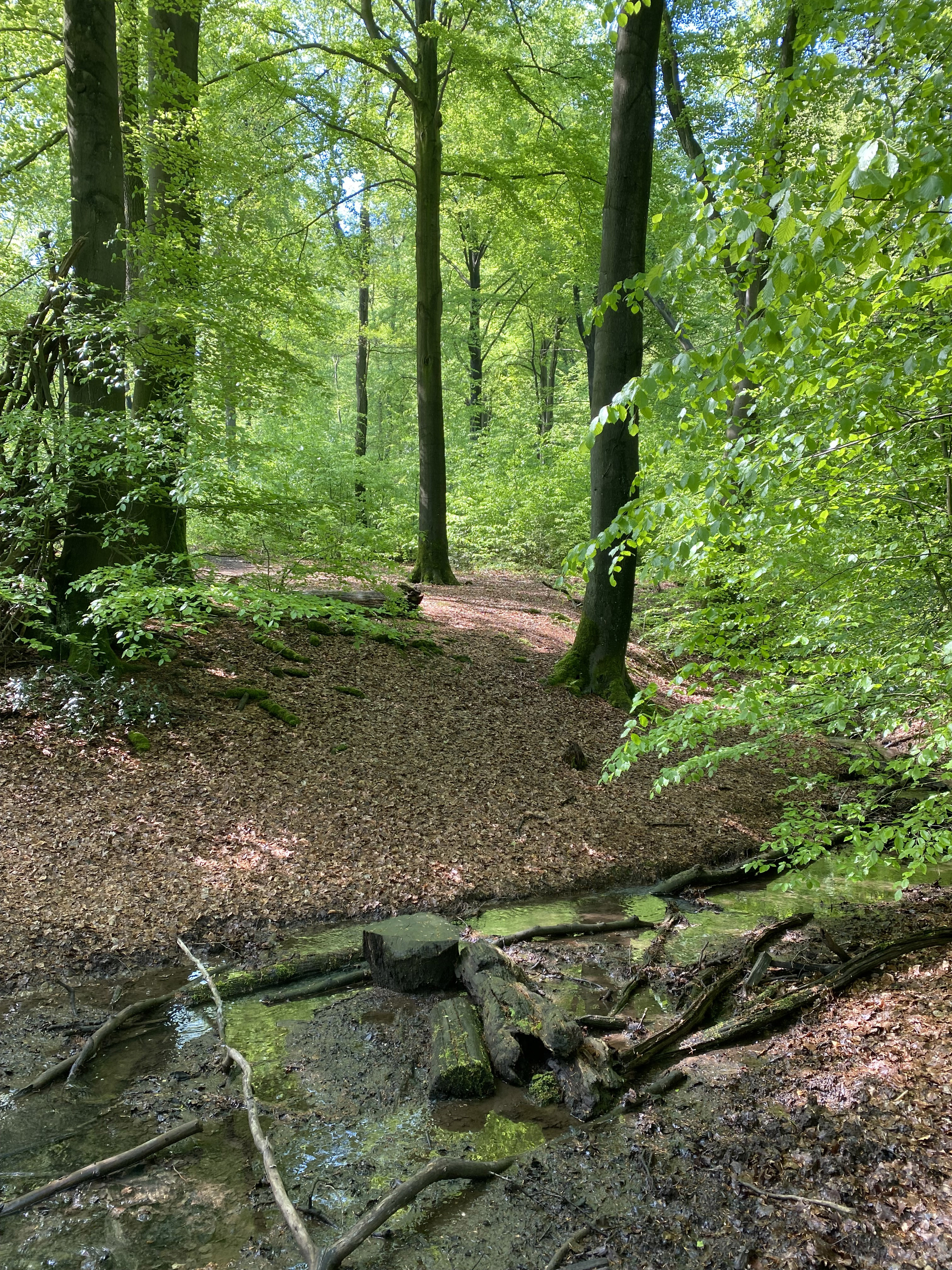
Sickerquellen und kleine, naturnahe Bachläufe
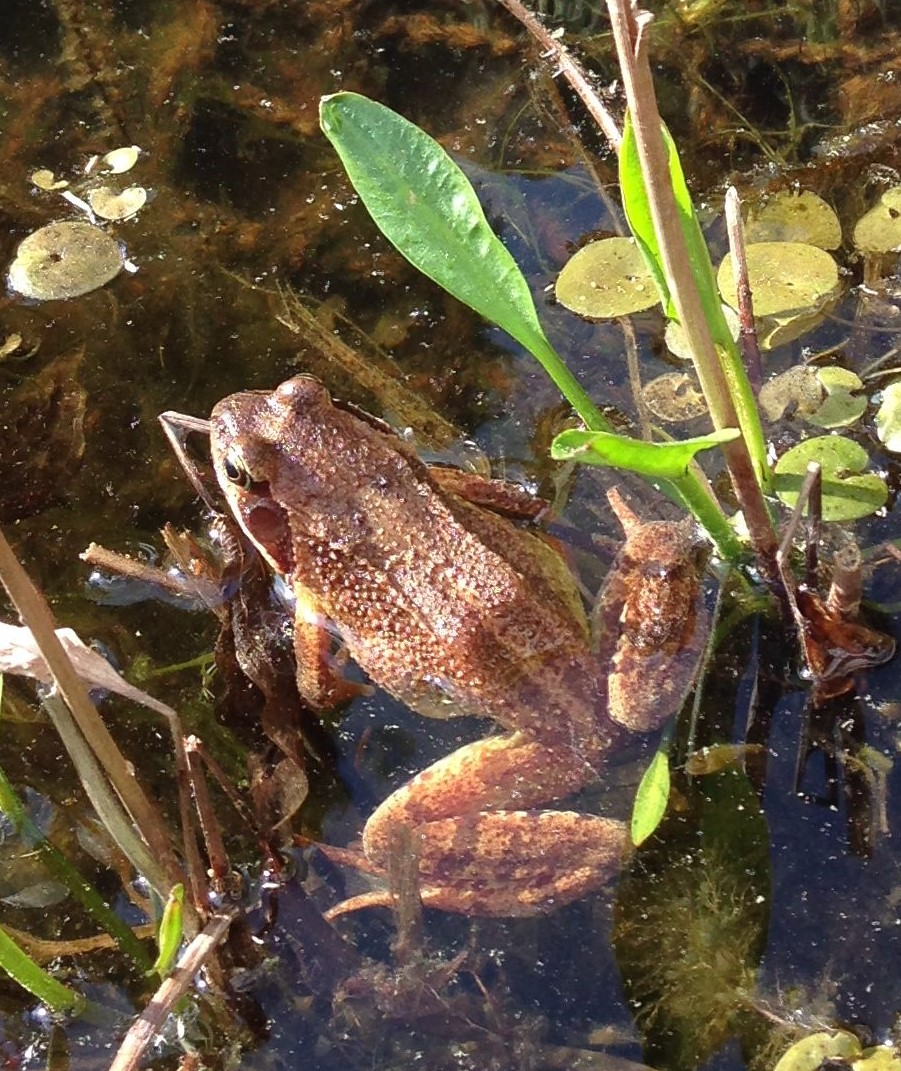
Grasfrosch (Rana temporaria)
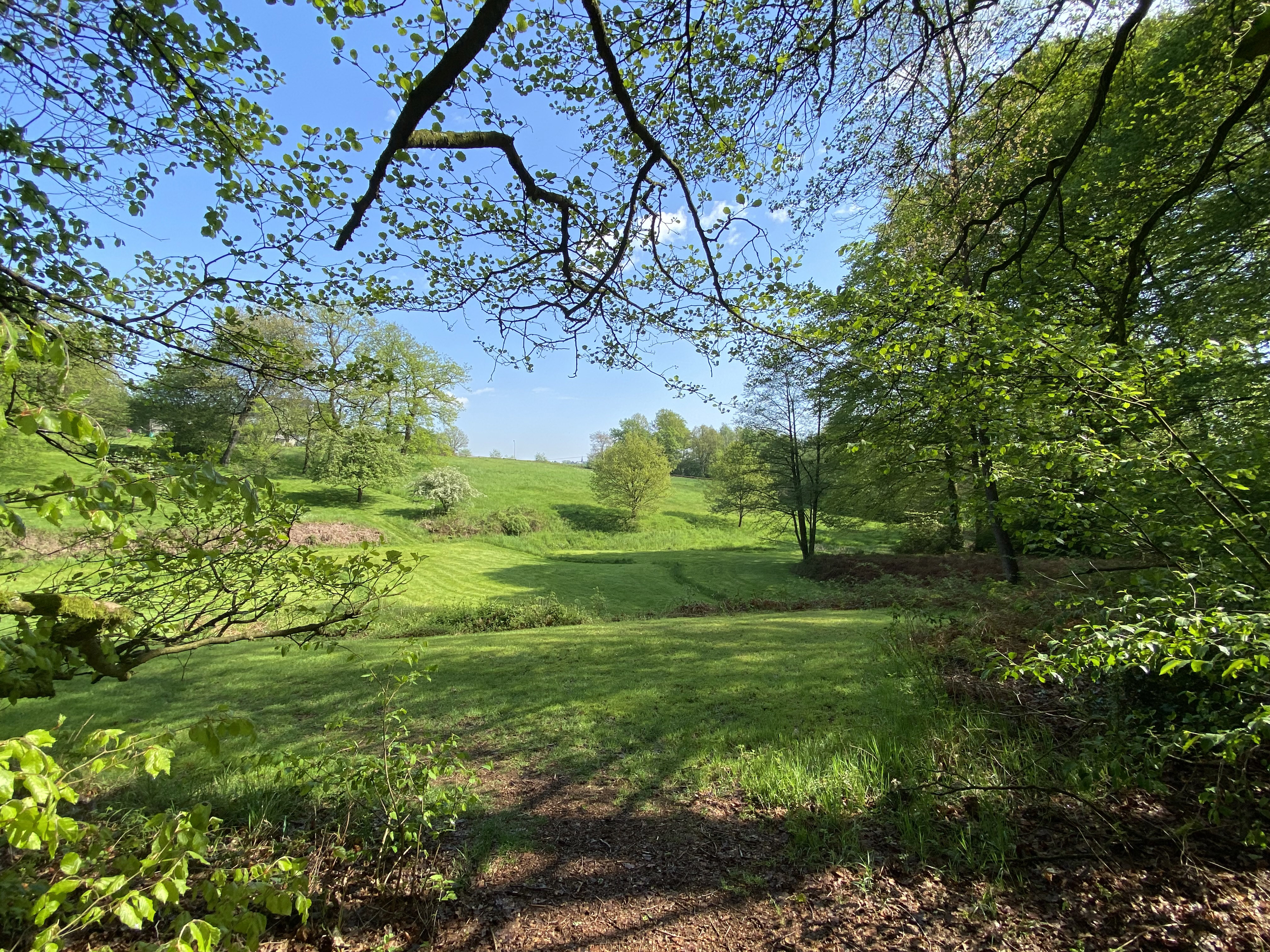
Isebecke durchfließt Nasswiesen
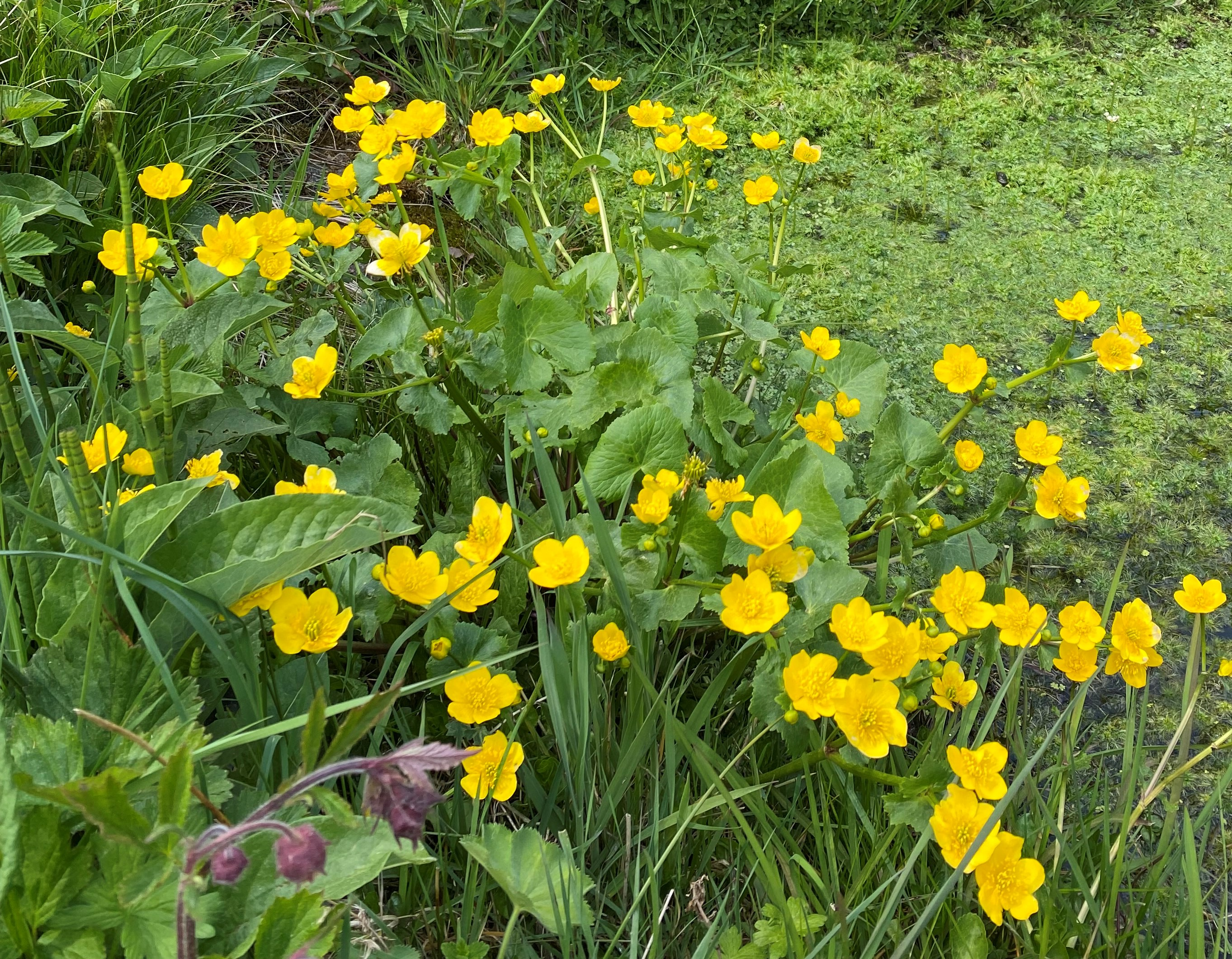
Sumpf-Dotterblumen (Caltha palustris)